# Пьотър Соколов
Пьотър Петрович Соколов (на руски: Пётр Петрович Соколов) е руски художник. Участник в Руско-турската война (1877-1878). Военен кореспондент.

## Биография
Пьотър Соколов е роден през 1821 г. в Санкт Петербург в семейството на художника и академик на Императорската художествена академия Пьотър Фьодорович Соколов. Учи в академията под ръководството на своя дядо академик Карл Брюлов (1840-1843). Специализира по темата народен, войнишки и ловен бит.
Рисува портрети и илюстрира на пощенски картички романа на Николай Гогол „Мъртви души“. Неговите акварели се отличават с цветова хармоничност. Получава признание с виртуозните ловни сцени и рисунки от народния живот.
Участва в Руско-турската война (1877-1878). Аташиран е при Главната квартира на армията като художник-военен кореспондент. Най-известните негови картини от войната са: „Сблъсък на казаци с башибозук“, „Клането в Ловеч“, „Войник, разпалващ лула“ и „Писмо от родината“. Шокиран от действителността в Османската империя, оставя четката и с пушка в ръка участва в третата атака на Плевен. За проявено лично мъжество и героизъм е награден с Георгиевски кръст IV степен (1878). Публикува серии, посветени на епизоди от войната в „Албом от 17 сепии на П. П. Соколов. Сцени от Руско-турската война 1877-1878 г.“ Издание на Мещерски, Санкт Петербург, 1879.
Организира изложба на своите картини в Санкт Петербург (1887). Присъдено му е званието академик на Императорската художествена академия (1893).
Посещава многократно Франция. За самостоятелната си изложба в Париж е награден със златен медал и френския орден „Почетен легион“.
Получава световна известност с илюстрациите на разказите на Иван Тургенев и стихотворенията на Николай Некрасов, с картините „Конски пазар“ и „Портрет на литератора Сергей Терпигорев“.
Умира на 2 октомври 1899 г. в Санкт Петербург.

## Илюстрации към „Записки на ловеца“ на Иван Тургенев
- Илюстрации към разказа „Лебедян“
- Илюстрации към разказа „Кантора“
- Илюстрации към разказа „Лгов“
- Илюстрации към разказа „Пьотр Петрович Каратаев“